# 1884 Skip
1884 Skip este un asteroid din centura principală, descoperit pe 2 martie 1943 de Margueritte Laugier.